# 樺島勝一
樺島勝一（かばしま かついち、本名：椛島勝一，1888年7月21日—1965年5月31日），日本的插绘画家、漫画家。長崎县諫早市出身。

## 略歴
儿子樺島基弘，小学館「週刊少年Sunday」編集者。赤塚不二夫《阿松》的初代担当編集者。
孫子椛島良介，集英社「週刊少年Jump」編集者，历任「MANGA」和集英社新書的編集長。荒木飛呂彦《JOJO的奇妙冒险》的初代担当編集者。